# Björnhult, Grönestad en Hästebäcken
Björnhult, Grönestad och Hästebäcken is een plaats in de gemeente Habo in het landschap Västergötland en de provincie Jönköpings län in Zweden. De plaats heeft 90 inwoners (2005) en een oppervlakte van 43 hectare.